# 오마이컴퍼니
오마이컴퍼니는 2012년 5월에 크라우드펀딩 플랫폼, 오마이컴퍼니(www.ohmycompany.com)를 런칭한 대한민국의 대표적인 크라우드펀딩 플랫폼 기업이다. 대한민국 임팩트 투자에 특화된 크라우드펀딩 회사로, 한국사회적기업진흥원으로부터 2011년 6월 사회적기업 창업팀 1기로 선정되었으며 2014년 사회적기업으로 인증되었다.
크라우드펀딩 플랫폼 오마이컴퍼니는 임팩트 투자에 특화된 크라우드펀딩 회사로 사회 혁신과 소셜임팩트 창출을 지향하는 기업 및 개인에게 자금 조달과 판로 확대를 목표로 후원형 크라우드펀딩, 증권형 크라우드펀딩, 모의 크라우드펀딩 총 세 가지의 서비스를 지원한다.
창업팀, 소상공인, 사회적경제 영역의 기업 및 개인에 이르기까지 이들이 필요로하는 자금을 모을 수 있도록 크라우드펀딩 서비스를 제공하고 있으며, 크라우드펀딩을 포함한 사회적금융에 대한 맞춤형 교육 서비스 및 기관의 매칭자금 연계 통해 사업이 뿌리 내리고 도약할 수 있는 금융조달 서비스를 제공하고 있다.

## 사업분야
오마이컴퍼니는 후원형과 증권형 크라우드펀딩 방식으로 공익을 위한 제품과 서비스 가치 실현을 위한 자금을 조달하고 있다.
한편 모의 크라우드펀딩 서비스를 통해 예비창업가들의 아이디어에 대중이 평가하고 가상으로 투자를 경험할 수 있도록 돕고 있다.
- 오마이컴퍼니 후원형 – 후원형 크라우드펀딩은 개인, 스타트업 등이 프로젝트와 사업을 실행하기 위한 초기자금 마련과 신제품 홍보, 판로개척, 신규고객발굴을 목적으로 온라인플랫폼에서 프로젝트를 설명하고 이에 공감하는 대중으로부터 자금을 모집하는 형태이다.

참여자 혜택_후원형의 경우 프로젝트 참여자는 펀딩참여금액에 따라 프로젝트 진행자가 약속한 프로젝트의 결과물(제품 또는 서비스)을 보상으로 받게 된다. 프로젝트 진행자의 범위_크라우드펀딩을 통해 아이디어 실행 자금을 모으고 싶은 개인 또는 단체 누구나 진행이 가능하다. 후원형 크라우드펀딩 모집금액 한도_프로젝트 진행자 및 참여자 모두 모집 또는 펀딩금액의 한도가 없다. 후원형 프로젝트 진행자의 신청 자격_오마이컴퍼니에서는 개인이나 단체, 기업 등 프로젝트 진행자의 신청 자격을 한정하지 않는다.
- 오마이컴퍼니 증권형 – 대중이 비상장주식을 발행하는 주식회사의 기업공개 자료를 확인하고 투자하여 채권 또는 주식을 대가로 받는 유형이다. 크라우드펀딩 투자 유치 기업은 4차 산업 및 6차 산업과 관련된 기업이 대부분으로, 시장성 검증이 어려워 기존 금융시장에서 투자 유치가 어려운 기업들에 대한 정보를 공개하고 대중이 내용을 보고 대중지혜에 의거하여 투자판단을 결정한다.

발행증권의 범위_지분증권, 채무증권, 투자계약증권 발행인의 범위_크라우드펀딩으로 증권을 발행하여 자금을 조달할 수 있는 자는 원칙적으로 비상장중소기업으로 창업 후 7년 이내, 프로젝트성 사업을 수행하는 자에 해당된다. 증권형 크라우드펀딩 발행인의 증권 발행한도_크라우드펀딩으로 발행할 수 있는 증권의 발행한도는 연간 15억 원이다.
- 캠페인 펀드 - 선거자금 및 큰 개인이나 단체, 정당 등이 독자적으로 필요한 자금을 쉽게 조달할 수 있는 개인화 펀드 서비스인 [캠페인 펀드] 서비스도 운영중이다, 다양한 선거에 출마한 정치인들이 해당 서비스를 통해 자금을 조달했다. 대표적인 사례는 2022년 대선후보였던 이재명 후보의 선거자금을 모았던 '이재명펀드'와 2024년 총선에 바람을 일으켰던 조국혁신당 '조국펀드'가 대표적이다. 이외에도 기타 정당과 교육감, 국회의원, 도지사 후보 등이 해당 서비스를 통해 자금을 모았다.

## 역사 및 연혁
오마이컴퍼니는 2011년 6월 사회적기업진흥원로부터 사회적기업 창업팀 1기로 선정되었다. 2012년 5월에 크라우드펀딩 플랫폼 오마이컴퍼니를 런칭하였으며 2014년 사회적기업으로 인증되었다. 현재 다양한 정부기관 등과 연계하여

2011년 6월 : 사회적기업가육성사업 선정
2012년 5월 : 오마이컴퍼니 사이트 오픈
2012년 11월 : 서울시 혁신형 사회적기업 선정
2013년 10월 : 크라우드펀딩 대회 최초 창안 및 진행
2013년 11월 : 사회적기업 창업팀 사후 관리프로그램 위탁사 선정
2014년 7월 : 기획재정부 협동조합 오디션 <쿱팡>주관
2015년 6월 : 고용노동부 크라우드펀딩 대회 & 시민투자오디션 진행
2016년 3월 : 온라인소액투자중개업 등록
2016년 3월 : 증권형 크라우드펀딩 서비스 오픈
2018년 5월 : 작은영화 전용관 오픈&상영회 진행
2018년 8월 : 오마이펀딩스쿨 서비스 오픈
2019년 5월 : 사회적경제 창업입문과정 환경분야 운영기관 선정
2020년 3월 : 코로나19 극복 전용관 오픈
2020년 5월 : 사회적경제 창업입문과정 환경분야 운영기관 선정
2020년 6월 : 임팩트 플러스 사모펀딩 서비스 오픈
2021년 1월 : 오마이컴퍼니 앱 출시
2021년 4월 : 미얀마의 민주주의를 지지합니다 전용관 오픈
2021년 6월 : 오마이컴퍼니×제로웨이스트숍 기획전 오픈
2021년 9월 : 크라우드펀딩×라이브커머스 서비스 오픈
2022년 3월 : 한국사회가치연대기금 크라우드펀딩 진행
2022년 5월 : 우크라이나 자유와 평화 기원 캠페인 전용관 오픈
2023년 3월 : 2023년 중소기업벤처부 우리동네 크라우드펀딩 운영기관 선정
2023년 10월 : 2023년 중소기업벤처부 민간투자연계형 매칭융자사업 운영기관 선정_매칭금 30억
2023년 12월 : 소셜섹터 커뮤니티 서비스 COSS 앱 출시
2024년 1월 : 캠패인 펀드 서비스 오픈
2024년 3월 : 2024년 중소기업벤처부 우리동네 크라우드펀딩 운영기관 선정
2024년 3월 : 2024년 중소기업벤처부 민간투자연계형 매칭융자사업 운영기관 선정_매칭금 160억
2024년 12월 : 중소기업벤처부 장관상 수상
2025년 2월 : 2025년 중소기업벤처부 우리동네 크라우드펀딩 운영기관 선정

## 프로젝트 사례
식품과 서비스를 비롯하여 로컬, 소셜, 환경, IT 등 다양한 분야로 프로젝트의 카테고리를 확장하고 있다.
- 제주워킹홀리데이 – 청년과 로컬을 잇는 한국형 워킹홀리데이 프로젝트로 청년들이 치열한 일상에서 벗어나 제주의 자연 속에서 함께 일하며 진정한 쉼을 경험하는 프로그램이다. 청년들의 높은 관심과 참여로 계절, 마을, 농산물 등의 다양한 테마로 총 12기를 모집하였다.

- 해빗투게더협동조합 – 마포지역 생태계 활성화를 위한 ‘시민 건물주’ 프로젝트로 조합원 모집을 통해 시민 공유공간 설립을 목표했고 총 6천3백만원을 모집하며 목표 금액을 초과 달성으로 시민자산화의 의의를 달성하였다.

- 제로웨이스트숍 – 오마이컴퍼니×제로웨이스트숍 기획전을 통해 오즈타운, 비그린, 알맹상점 등 6개의 제로웨이스트숍이 크라우드펀딩을 진행하였다. 환경 문제 해결을 위한 자발적인 시민 참여를 목적으로 제로웨이스트 캠페인을 전하고, 시민들의 적극적인 실천을 도모하였다.

- 한국사회혁신금융 - 경기도 사회성과연계채권(SIB) 기초생활수급자 탈수급 ‘해봄’ 프로젝트. 사회적 가치 창출을 연계한 임팩트 투자 상품으로서 사회적 가치와 재무적 수익을 동시에 아우르는 증권형 크라우드펀딩의 대표적인 사례이다.

- 에스엠플래닛 – 시각장애인 스마트폰 솔루션 Way Makers를 개발하여 오마이컴퍼니를 통해 증권형 크라우드펀딩을 진행하였다. 4차에 걸친 펀딩으로 총 1.3억원의 자금을 유치하는 데 성공하였다.

- 테이스터스 – 수제 버거 브랜드 ‘바스 버거’를 운영하는 F&B로, 2016년 첫번째 증권형 크라우드펀딩을 시작으로 11차 앵콜 펀딩을 진행하여 총 21억원을 모집하는 데 성공하였으며 성공적인 채권 상환과 신뢰를 바탕으로 탄탄한 투자 팬덤을 구축하였다.

## 기사
- 오마이컴퍼니, 우크라이나 어린이난민지원 NFT크라우드펀딩 진행
- 한국사회가치연대기금-오마이컴퍼니, 사회적 가치 담은 착한 협업 프로젝트로 선한 영향력 전파!
- 오마이컴퍼니, "껍데기는 가라!" 제로웨이스트숍 전용관 오픈